# Grand Prix automobile d'Espagne 2022
GP précédent GP suivant
Le Grand Prix automobile d'Espagne 2022 (Formula 1 Pirelli Gran Premio de España 2022)  disputé le 22 mai 2022 sur le circuit de Barcelone, est la  1063e épreuve du championnat du monde de Formule 1 courue depuis 1950. Il s'agit de la cinquante-deuxième  édition du Grand Prix d'Espagne comptant pour le championnat du monde de Formule 1 et de la sixième manche du championnat 2022. L'épreuve se dispute pour la trente-deuxième fois depuis 1991 sur le circuit catalan (contre neuf fois à Jarama, cinq fois à Jerez et quatre fois au Parc de Montjuïc) sur un tracé légèrement modifié en 2021 avec le resurfaçage du virage no 10 transformé en courbe rapide.
Charles Leclerc réalise sa quatrième pole position de la saison, la treizième de sa carrière, après avoir dominé les trois sessions d'essais libres. Alors qu'il doit renoncer à sa première tentative en Q3, victime d'un tête-à-queue dans la dernière chicane après avoir réalisé le meilleur temps dans le secteur précédent, il ne laisse pas Max Verstappen, victime d'une perte de puissance, profiter longtemps de son meilleur temps, en le battant de 341 millièmes de seconde lors de sa seconde et ultime tentative. Le Batave empêche toutefois Ferrari de monopoliser la première ligne, Carlos Sainz Jr. devant se contenter de la troisième place, devant George Russell. La troisième ligne est occupée par Sergio Pérez, qui devance Lewis Hamilton. Valtteri Bottas partage la quatrième ligne avec Kevin Magnussen tandis que Daniel Ricciardo prend place en cinquième ligne, en précédant Mick Schumacher qui atteint pour la première fois la phase Q3 des qualifications.
Au terme d'un Grand Prix d'Espagne plus animé qu'à l'habitude et qui restait sur cinq victoires de Lewis Hamilton, Max Verstappen remporte sa troisième victoire consécutive, sa quatrième de la saison et la vingt-quatrième de sa carrière, autant que Juan Manuel Fangio ; il prend les commandes du championnat avec six points d'avance sur Charles Leclerc qui a abandonné, trahi par un problème de turbo de sa F1-75, après vingt-sept tours alors qu'il menait confortablement. En obtenant le doublé avec son équipier Sergio Pérez, qui le laisse deux fois passer durant l'épreuve, le Néerlandais permet à Red Bull Racing de ravir la première place du classement des constructeurs à Ferrari, renouant avec la victoire sur le circuit où il a obtenu son premier succès, en 2016. 
Charles Leclerc vire en tête au premier virage devant Verstappen, alors que Carlos Sainz, mal parti, est dépassé par George Russell et Sergio Pérez ; au septième tour, Sainz part à la faute dans le virage no 4 et s'extrait du bac à graviers en onzième position. Deux boucles plus tard, Verstappen commet la même erreur et ressort des graviers derrière  Russell et Pérez. Son équipier s'écarte rapidement pour le laisser partir chasser la Mercedes. Pendant ce temps, Leclerc creuse un écart important ; dernier des leaders à s'arrêter au stand, au vingt-et-unième tour, il reprend la piste en tête. Russell, au volant d'une W13 enfin débarrassée de son marsouinage, résiste de façon musclée aux assauts de Verstappen gêné par un aileron arrière mobile au fonctionnement erratique, pour le gain de la deuxième place, et qui au vingt-quatrième tour, le dépasse au premier virage avant de se faire reprendre dans la courbe suivante. Alors que Leclerc possède plus de douze secondes d'avance sur ses poursuivants, son moteur casse brutalement (turbo et MGU-H), provoquant son premier abandon de la saison. Russell prend les commandes alors que le Batave, qui n'arrive toujours pas à le dépasser, observe son deuxième arrêt, au vingt-septième tour, pour chausser des gommes tendres. Pérez dépasse, sans coup férir, Russell dans la trente-et-unième boucle et se retrouve dès lors en tête de l'épreuve jusqu'à son deuxième arrêt, laissant son coéquipier Verstappen aux commandes. Lorsque celui-ci chausse un nouveau train de pneus tendres, au quarante-quatrième tour, pour la deuxième fois de la course, Pérez doit respecter les consignes de son stand en s'écartant pour permettre à Verstappen de gagner le Grand Prix. Assuré de finir deuxième, le Mexicain change de pneumatiques aux cinquante-troisième tour pour s'assurer le point bonus du meilleur tour en course. Russell, qui ne peut rien face aux Red Bull, obtient son deuxième podium de la saison. 
La remontée de Lewis Hamilton, victime d'une crevaison après un accrochage dans le premier tour, l'emmène jusqu'à la quatrième place après un dépassement de Carlos Sainz au soixantième tour ; ce dernier le repasse toutefois à deux boucles du terme, le Britannique devant ménager sa voiture dont le moteur surchauffe. Dans le combat pour les meilleures places durant toute la course, Valtteri Bottas passe la ligne d'arrivée en sixième position. Parti douzième, Esteban Ocon termine septième devant Lando Norris. Fernando Alonso, qui s'est élancé de la dernière place, multiplie les dépassements pour terminer neuvième, laissant le dernier point en jeu à Yuki Tsunoda. 
Max Verstappen (110 points) prend la tête du championnat pour la première fois de la saison en remontant un déficit de 46 points sur Leclerc au soir du Grand Prix d'Australie ; le Monégasque (104 points) est désormais deuxième, à six unités. Sergio Pérez reste troisième (85 points) devant Russell (74 points), unique pilote à avoir marqué lors de chaque course. Sainz est cinquième (65 points), devant Hamilton (46 points), Norris (39 points), Bottas (38 points), Ocon (30 points) et Magnussen, dixième avec 15 points. Avec un deuxième doublé, Red Bull Racing (195 points) déloge la Ferrari (169 points) de la tête du championnat. Mercedes (120 points) devance McLaren (50 points), Alfa Romeo (39 points) et Alpine (34 points) ; suivent AlphaTauri (17 points), Haas (15 points), Aston Martin (6 points) et Williams (3 points).

## Pneus disponibles
| Pneus pour piste sèche | Pneus pour piste sèche | Pneus pour piste sèche | Pneus pluie    | Pneus pluie |
| ---------------------- | ---------------------- | ---------------------- | -------------- | ----------- |
| Durs (Type C1)         | Medium (Type C2)       | Tendres (Type C3)      | Intermédiaires | Pluie       |

## Essais libres

### Première séance, le vendredi de 14 h à 15 h
| Pos. | Pilote           | Voiture        | Chrono         | Écart     |
| ---- | ---------------- | -------------- | -------------- | --------- |
| 1    | Charles Leclerc  | Ferrari        | 1 min 19 s 828 |           |
| 2    | Carlos Sainz Jr. | Ferrari        | 1 min 19 s 907 | + 0 s 079 |
| 3    | Max Verstappen   | Red Bull       | 1 min 20 s 164 | + 0 s 336 |
| 4    | George Russell   | Mercedes       | 1 min 20 s 590 | + 0 s 762 |
| 5    | Fernando Alonso  | Alpine-Renault | 1 min 20 s 768 | + 0 s 940 |
| 6    | Lewis Hamilton   | Mercedes       | 1 min 20 s 811 | + 0 s 984 |

- Robert Kubica, pilote-essayeur pour Alfa Romeo remplace Zhou Guanyu au volant de l'Alfa Romeo C42. Il réalise le treizième temps à 2 s 147 de Leclerc[5] ;
- Nyck de Vries, pilote-essayeur pour Williams et champion du monde en titre de Formule E, remplace Alexander Albon au volant de la Williams FW44[6] ;
- Jüri Vips, pilote-essayeur pour Red Bull, qui occupe la huitième place du championnat de Formule 2 avec une pole position, deux podiums et trois meilleurs tours en course, remplace Sergio Pérez au volant de la Red Bull RB18 ; il est le premier Estonien à rouler en Formule 1[7].

### Deuxième séance, le vendredi de 17 h à 18 h
| Pos. | Pilote           | Voiture        | Chrono         | Écart     |
| ---- | ---------------- | -------------- | -------------- | --------- |
| 1    | Charles Leclerc  | Ferrari        | 1 min 19 s 670 |           |
| 2    | George Russell   | Mercedes       | 1 min 19 s 787 | + 0 s 117 |
| 3    | Lewis Hamilton   | Mercedes       | 1 min 19 s 874 | + 0 s 204 |
| 4    | Carlos Sainz Jr. | Ferrari        | 1 min 19 s 990 | + 0 s 320 |
| 5    | Max Verstappen   | Red Bull       | 1 min 20 s 006 | + 0 s 336 |
| 6    | Fernando Alonso  | Alpine-Renault | 1 min 20 s 203 | + 0 s 533 |

### Troisième séance, le samedi de 13 h à 14 h
| Pos. | Pilote           | Voiture  | Chrono         | Écart     |
| ---- | ---------------- | -------- | -------------- | --------- |
| 1    | Charles Leclerc  | Ferrari  | 1 min 19 s 772 |           |
| 2    | Max Verstappen   | Red Bull | 1 min 19 s 844 | + 0 s 072 |
| 3    | George Russell   | Mercedes | 1 min 19 s 920 | + 0 s 148 |
| 4    | Lewis Hamilton   | Mercedes | 1 min 20 s 002 | + 0 s 230 |
| 5    | Carlos Sainz Jr. | Ferrari  | 1 min 20 s 129 | + 0 s 357 |
| 6    | Sergio Pérez     | Red Bull | 1 min 20 s 260 | + 0 s 488 |

## Séance de qualifications

### Résultats des qualifications
| Pos.                                                                                      | Pilote           | Écurie                | Qualifications 1 | Qualifications 2 | Qualifications 3 |
| ----------------------------------------------------------------------------------------- | ---------------- | --------------------- | ---------------- | ---------------- | ---------------- |
| 1                                                                                         | Charles Leclerc  | Ferrari               | 1 min 19 s 861   | 1 min 19 s 969   | 1 min 18 s 750   |
| 2                                                                                         | Max Verstappen   | Red Bull              | 1 min 20 s 091   | 1 min 19 s 219   | 1 min 19 s 073   |
| 3                                                                                         | Carlos Sainz Jr. | Ferrari               | 1 min 19 s 892   | 1 min 19 s 453   | 1 min 19 s 166   |
| 4                                                                                         | George Russell   | Mercedes              | 1 min 20 s 218   | 1 min 19 s 470   | 1 min 19 s 393   |
| 5                                                                                         | Sergio Pérez     | Red Bull              | 1 min 20 s 447   | 1 min 19 s 830   | 1 min 19 s 420   |
| 6                                                                                         | Lewis Hamilton   | Mercedes              | 1 min 20 s 252   | 1 min 19 s 794   | 1 min 19 s 512   |
| 7                                                                                         | Valtteri Bottas  | Alfa Romeo-Ferrari    | 1 min 20 s 355   | 1 min 20 s 053   | 1 min 19 s 608   |
| 8                                                                                         | Kevin Magnussen  | Haas-Ferrari          | 1 min 20 s 227   | 1 min 19 s 810   | 1 min 19 s 682   |
| 9                                                                                         | Daniel Ricciardo | McLaren-Mercedes      | 1 min 20 s 549   | 1 min 20 s 287   | 1 min 20 s 297   |
| 10                                                                                        | Mick Schumacher  | Haas-Ferrari          | 1 min 20 s 683   | 1 min 20 s 436   | 1 min 20 s 368   |
| 11                                                                                        | Lando Norris     | McLaren-Mercedes      | 1 min 20 s 838   | 1 min 20 s 471   |                  |
| 12                                                                                        | Esteban Ocon     | Alpine-Renault        | 1 min 20 s 880   | 1 min 20 s 638   |                  |
| 13                                                                                        | Yuki Tsunoda     | AlphaTauri-Red Bull   | 1 min 20 s 707   | 1 min 20 s 639   |                  |
| 14                                                                                        | Pierre Gasly     | AlphaTauri-Red Bull   | 1 min 20 s 719   | 1 min 20 s 861   |                  |
| 15                                                                                        | Zhou Guanyu      | Alfa Romeo-Ferrari    | 1 min 20 s 476   | 1 min 21 s 094   |                  |
| 16                                                                                        | Sebastian Vettel | Aston Martin-Mercedes | 1 min 20 s 954   |                  |                  |
| 17                                                                                        | Fernando Alonso  | Alpine-Renault        | 1 min 21 s 043   |                  |                  |
| 18                                                                                        | Lance Stroll     | Aston Martin-Mercedes | 1 min 21 s 418   |                  |                  |
| 19                                                                                        | Alexander Albon  | Williams-Mercedes     | 1 min 21 s 645   |                  |                  |
| 20                                                                                        | Nicholas Latifi  | Williams-Mercedes     | 1 min 21 s 915   |                  |                  |
| Temps minimal à réaliser pour la qualification : 1 min 25 s 451 (107 % de 1 min 19 s 861) |                  |                       |                  |                  |                  |

- Avant le lancement de la séance qualificative, la direction de course fait retirer les vibreurs placés à l'intérieur de la chicane du deuxième virage pour éviter que les monoplaces ne rebondissent dessus et n'endommagent leur fond plat.

### Grille de départ
- Fernando Alonso, auteur du dix-septième temps des qualifications, est pénalisé d'un départ en vingtième et dernière place sur la grille à la suite du changement complet de son unité de puissance[11].
- Red Bull a failli commettre l'erreur qui a coûté à Aston Martin un départ depuis la voie des stands aux AMR22 de Sebastian Vettel et Lance Stroll à Miami. En effet, l'essence des RB18 de Max Verstappen et Sergio Pérez a été trop refroidie avant le début de la mise en grille (le règlement interdit une température inférieure de 10 °C à la température ambiante). L'écurie, contrainte d'attendre que la température d'essence remonte aux 25 °C réglementaires (pour une température ambiante de 35°), n'a libéré ses monoplaces que huit secondes avant la fermeture des garages[12].

## Course

### Classement de la course
| Pos. | no | Pilote           | Écurie                | Tours | Temps/Abandon                      | Grille | Points |
| ---- | -- | ---------------- | --------------------- | ----- | ---------------------------------- | ------ | ------ |
| 1    | 1  | Max Verstappen   | Red Bull              | 66    | 1 h 37 min 20 s 475 (190,109 km/h) | 2      | 25     |
| 2    | 11 | Sergio Pérez     | Red Bull              | 66    | + 13 s 072                         | 5      | 18 + 1 |
| 3    | 63 | George Russell   | Mercedes              | 66    | + 32 s 927                         | 4      | 15     |
| 4    | 55 | Carlos Sainz Jr. | Ferrari               | 66    | + 45 s 208                         | 3      | 12     |
| 5    | 44 | Lewis Hamilton   | Mercedes              | 66    | + 54 s 534                         | 6      | 10     |
| 6    | 77 | Valtteri Bottas  | Alfa Romeo-Ferrari    | 66    | + 59 s 976                         | 7      | 8      |
| 7    | 31 | Esteban Ocon     | Alpine-Renault        | 66    | + 1 min 15 s 397                   | 12     | 6      |
| 8    | 4  | Lando Norris     | McLaren-Mercedes      | 66    | + 1 min 23 s 235                   | 11     | 4      |
| 9    | 14 | Fernando Alonso  | Alpine-Renault        | 65    | + 1 tour                           | 20     | 2      |
| 10   | 22 | Yuki Tsunoda     | AlphaTauri-Red Bull   | 65    | + 1 tour                           | 13     | 1      |
| 11   | 5  | Sebastian Vettel | Aston Martin-Mercedes | 65    | + 1 tour                           | 16     |        |
| 12   | 3  | Daniel Ricciardo | McLaren-Mercedes      | 65    | + 1 tour                           | 9      |        |
| 13   | 10 | Pierre Gasly     | AlphaTauri-Red Bull   | 65    | + 1 tour                           | 14     |        |
| 14   | 47 | Mick Schumacher  | Haas-Ferrari          | 65    | + 1 tour                           | 10     |        |
| 15   | 18 | Lance Stroll     | Aston Martin-Mercedes | 65    | + 1 tour                           | 17     |        |
| 16   | 6  | Nicholas Latifi  | Williams-Mercedes     | 64    | + 2 tours                          | 19     |        |
| 17   | 20 | Kevin Magnussen  | Haas-Ferrari          | 64    | + 2 tours                          | 8      |        |
| 18   | 23 | Alexander Albon  | Williams-Mercedes     | 64    | + 2 tours                          | 18     |        |
| Abd. | 24 | Zhou Guanyu      | Alfa Romeo-Ferrari    | 28    | Perte de puissance                 | 15     |        |
| Abd. | 16 | Charles Leclerc  | Ferrari               | 27    | Turbocompresseur                   | 1      |        |

### Pole position et record du tour
- Pole position :  Charles Leclerc (Ferrari) en 1 min 18 s 750 (213,714 km/h)[14].
- Meilleur tour en course :  Sergio Pérez (Red Bull) en 1 min 24 s 108 (200,100 km/h) au cinquante-cinquième tour ;  deuxième de la course, il remporte le point bonus associé au meilleur tour en course[15].

### Tours en tête
- Charles Leclerc (Ferrari) : 26 tours (1-26)[16]
- George Russell (Mercedes) : 4 tours (27-30)
- Sergio Pérez (Red Bull) : 12 tours (31-37 / 45-49)
- Max Verstappen (Red Bull) : 24 tours (38-44 / 50-66)

## Classements généraux à l'issue de la course
| Pos. | Pilote           | Écurie                | Points |
| ---- | ---------------- | --------------------- | ------ |
| 1    | Max Verstappen   | Red Bull              | 110    |
| 2    | Charles Leclerc  | Ferrari               | 104    |
| 3    | Sergio Pérez     | Red Bull              | 85     |
| 4    | George Russell   | Mercedes              | 74     |
| 5    | Carlos Sainz Jr. | Ferrari               | 65     |
| 6    | Lewis Hamilton   | Mercedes              | 46     |
| 7    | Lando Norris     | McLaren-Mercedes      | 39     |
| 8    | Valtteri Bottas  | Alfa Romeo-Ferrari    | 38     |
| 9    | Esteban Ocon     | Alpine-Renault        | 30     |
| 10   | Kevin Magnussen  | Haas-Ferrari          | 15     |
| 11   | Daniel Ricciardo | McLaren-Mercedes      | 11     |
| 12   | Yuki Tsunoda     | AlphaTauri-Red Bull   | 11     |
| 13   | Pierre Gasly     | AlphaTauri-Red Bull   | 6      |
| 14   | Sebastian Vettel | Aston Martin-Mercedes | 4      |
| 15   | Fernando Alonso  | Alpine-Renault        | 4      |
| 16   | Alexander Albon  | Williams-Mercedes     | 3      |
| 17   | Lance Stroll     | Aston Martin-Mercedes | 2      |
| 18   | Zhou Guanyu      | Alfa Romeo-Ferrari    | 1      |

| Pos. | Écurie                | Points |
| ---- | --------------------- | ------ |
| 1    | Red Bull              | 195    |
| 2    | Ferrari               | 169    |
| 3    | Mercedes              | 120    |
| 4    | McLaren-Mercedes      | 50     |
| 5    | Alfa Romeo-Ferrari    | 39     |
| 6    | Alpine-Renault        | 34     |
| 7    | AlphaTauri-Red Bull   | 17     |
| 8    | Haas-Ferrari          | 15     |
| 9    | Aston Martin-Mercedes | 6      |
| 10   | Williams-Mercedes     | 3      |

## Statistiques
Le Grand Prix d'Espagne 2022 représente :
- la 13e pole position de Charles Leclerc (toutes obtenues avec Ferrari), sa quatrième de la saison[19] ;
- la 24e victoire de Max Verstappen, sa quatrième de la saison et la troisième consécutive[20] ;
- la 79e victoire de Red Bull en tant que constructeur[21] ;
- la 4e victoire de Red Bull en tant que motoriste[22] ;
- le 19e doublé de Red Bull[23].

Au cours de ce Grand Prix :
- Lewis Hamilton, qui avait gagné les cinq dernières éditions du Grand Prix d'Espagne, est élu « Pilote du jour » à l'issue d'un vote organisé sur le site officiel de la Formule 1[24] ;
- Esteban Ocon passe la barre des 300 points inscrits en Formule 1 (302 points)[25] ;
- Vitantonio Liuzzi (80 départs en Grands Prix entre 2005 et 2011, 26 points inscrits) est nommé conseiller par la FIA pour aider dans leurs jugements le groupe des commissaires de course[26].